# Deliverance (videogioco 1992)
Deliverance è un videogioco a piattaforme fantasy pubblicato per Amiga e Atari ST da 21st Century Entertainment nel 1992 e da Inline Software per Mac OS nel 1993.
Il gioco è un remake di Deliverance: Stormlord II, pubblicato per Commodore 64, ZX Spectrum e Amstrad CPC da Hewson nel 1990, ma presenta molte differenze non solo nell'aspetto.
Deliverance ha vistose somiglianze con il più noto Gods.

## Trama
Anni sono passati dalle vicende di Stormlord, la pace regnava su tutto il mondo. Ma un giorno la Regina Bahd, signora del mare e della malvagità, alleandosi con Satana in persona gettò il mondo in una oscurità che durò quaranta giorni. Le fate chiesero al barbaro Stormlord di provvedere e di salvare le loro sorelle imprigionate dalla regina malvagia. 

## Modalità di gioco
L'eroe Stormlord dovrà affrontare quattro livelli, armato di un'ascia che può brandire o lanciare contro i nemici. Il suo compito è salvare quante più fate possibili e uscire dai vari livelli. Inoltre il barbaro può salire scale, saltare, abbassarsi e aprire porte. Lo scenario è un labirinto di piattaforme bidimensionale a scorrimento multidirezionale. 
Man mano che perde energia, il viso del barbaro si trasforma in teschio.
I fondali comprendono scene con persone torturate e statue rappresentanti dee seminude. La versione per Mac OS è stata censurata, le scene di sangue e le statue con nudità presenti nel gioco vennero soppresse.

## Livelli
- Stage 1: Il Palazzo di Satana. I mostri attaccano da ogni lato e l'energia bonus è relativamente poca.

- Stage 2: Le fosse dell'inferno. Qui lo Stormlord dovrà vedersela contro uomini zombie, fosse ricolme di lava ribollente, e molti altri nemici.

- Stage 3: Il bosco incantato. Una foresta ricca di insidie e trappole nascoste. Bisogna trovare il covo dello pterodattilo biomeccanico che servirà nell'ultimo livello.

- Stage 4: Il Diavolo del cielo. Qui il gameplay si trasforma in un vero shoot'em up a scorrimento. Il mostro finale è molto simile a un Minotauro.